# Mohammed al-Kharashy
Mohammed al-Kharashy est un footballeur saoudien devenu entraîneur.

## Biographie
En 1987, al-Kharashy est nommé sélectionneur de l'équipe nationale des moins de 17 ans qui est qualifié pour la deuxième édition de la Coupe du monde, organisée au Canada. Les jeunes Saoudiens ne passent pas le premier tour, malgré des résultats convaincants (un nul face au Brésil et une victoire 2-0 contre la France).
Al-Kharashy débute sur le banc de la sélection saoudienne à l'occasion du dernier match des qualifications pour la Coupe du monde 1994 face à l'Iran, le 28 octobre 1993, match spectaculaire gagné 4-3, ce qui permet aux Faucons Verts d'obtenir pour la première fois leur billet pour la phase finale de la Coupe du monde. Cet intérim prend fin avec la nomination au poste de sélectionneur du Néerlandais Leo Beenhakker.
À l'issue de la Coupe du monde américaine, terminée en huitièmes de finale avec une défaite face aux Suédois, le sélectionneur argentin Jorge Solari quitte ses fonctions, selon un accord passé avec la fédération et al-Kharashy est rappelé pour une prise de fonction plus poussée. Il emmène son groupe jusqu'à la victoire en Coupe du Golfe des nations, une compétition où les Saoudiens n'avaient jusque-là jamais réussi à s'imposer. En début d'année 1995, al-Kharashy dirige la sélection à l'occasion de la deuxième édition de la Coupe du Roi-Fahd. Le résultat est décevant avec deux défaites en deux rencontres, face au Mexique et au Danemark. La décision des dirigeants de la fédération saoudienne ne se fait pas attendre puisque al-Kharashy est démis de ses fonctions et remplacé par le Brésilien Ze Mário.
Al-Kharashy reste néanmoins dans le giron fédéral et en 1998, il assiste le Brésilien Carlos Alberto Parreira à l'occasion de la phase finale de la Coupe du monde 1998 où les Saoudiens espèrent faire aussi bien que quatre ans auparavant. Une nouvelle fois, les partenaires de Fuad Amin déçoivent leurs supporters avec deux défaites cinglantes face au Danemark et contre le pays organisateur et futur champion du monde, la France (4-0). Fait assez rare en Coupe du monde, Parreira est limogé et c'est al-Kharashy qui dirige la sélection lors du dernier match, sans enjeu, face à l'Afrique du Sud, conclu sur un match nul 2-2. L'intérim ne dure là aussi qu'un seul match puisque c'est le technicien allemand Otto Pfister qui est choisi pour lui succéder.

## Palmarès
- Vainqueur de la Coupe du Golfe des nations de football en 1994